# فعالیت‌های سیا در ایالات متحده
آژانس اطلاعات مرکزی(سیا) یک سرویس اطلاعاتی خارجی غیرنظامی دولت فدرال ایالات متحده است که وظیفه جمع‌آوری، پردازش و تجزیه و تحلیل اطلاعات امنیت ملی از سراسر جهان را بر عهده دارد.
بخش منابع ملی شاخه داخلی سیا است. اگرچه سیا بر جمع‌آوری اطلاعات از کشورهای خارجی متمرکز است، اما برای رسیدن به اهداف خود، عملیات‌هایی را در داخل ایالات متحده انجام داده‌است. برخی از این عملیات‌ها تنها سال‌ها پس از انجام آن‌ها برای عموم شناخته شد و با انتقادات قابل توجهی از سوی مردم به‌عنوان یک کل، با اتهاماتی مبنی بر اینکه این عملیات‌ها ممکن است قانون اساسی را نقض کند، مواجه شد

## ۱۹۵۰
از سال۱۹۵۰،سیا در مورد استفاده از داروهای احتمالی کنترل ذهن و سایر محرک‌های شیمیایی، بیولوژیکی و رادیولوژیکی بر روی افراد تمایل و ناآگاه تحقیق و آزمایش کرد. هدف از این برنامه‌ها «بررسی این بود که آیا و چگونه می‌توان رفتار یک فرد را با روش‌های پنهانی اصلاح کرد یا خیر»
روسکو هیلنکوتر، رئیس سیا، اولین مطالعه کنترل ذهن، به نام پروژه بلوبرد را تأیید کرد، که بعداً به پروژه آرتیشو تغییر نام داد.

### جنگ صلیبی برای آزادی
سال ۱۹۵۰ آغاز جنگ صلیبی برای آزادی بود، یک کمپین ده ساله برای ایجاد حمایت داخلی از رادیو اروپای آزاد (و پنهان کردن سیا به عنوان منبع اصلی بودجه).

### پروژه م‌کی‌اولترا
پروژه ام‌کی‌اولترا یک برنامه سیا بود که از جمله پروژه‌های دیگر، شامل تحقیق در مورد استفاده از مواد مخدر در اصلاح رفتار بود. یکی از بحث برانگیزترین موارد ناشی از این برنامه، مرگ دکتر فرانک اولسون، دانشمندی بود که در بخش عملیات ویژه مرکز بیولوژیکی ارتش ایالات متحده در کمپ دیتریک، مریلند کار می‌کرد. طبق گفته کمیته کلیسا، به عنوان بخشی از آزمایش‌های ام‌کی‌اولترا، به اولسون بدون اطلاع او دوز ال‌اس‌دی داده شد و در نهایت با یک پاسخ روانی شدید مواجه شد. سیا او را به نیویورک فرستاد تا یکی از روانپزشکانش را ببیند، او توصیه کرد که اولسون را برای بهبودی در یک مؤسسه روانی قرار دهند. اولسون در حالی که عصر را در اتاق هتل با یکی دیگر از کارمندان سیا می‌گذراند، خود را از پنجره اتاق هتلش به بیرون پرت کرد و جان خود را از دست داد.اعضای خانواده اولسون این حساب را به چالش کشیده‌اند. شواهد پزشکی قانونی بعدی با نسخه رسمی رویدادها در تضاد بود. هنگامی که جسد اولسون در سال۱۹۹۴ نبش قبر شد، جراحات جمجمه نشان داد که اولسون قبل از خروج از پنجره بیهوش شده بود.

## ۱۹۵۱

### پیشرو خدمات تماس داخلی/اوسینت
این عملکرد که توسط سرویس تماس داخلی (که بخش تماس داخلی نیز نامیده می‌شود) سیا اجرا می‌شود، قانونی بود، زیرا ممنوعیت‌های سیا در مورد قدرت پلیس یا جاسوسی از آمریکایی‌ها را نقض نمی‌کرد. این گزارش داوطلبانه آمریکایی‌ها با اطلاعات مفید بود. اکنون بخشی از اوسینت اطلاعات منبع باز در نظر گرفته می‌شود.

### دفتر اطلاعات فعلی
پرزیدنت ترومن دفتر اطلاعات کنونی که توسط هانتینگتون دی شلدون کارگردانی شد. این یک نسخه تغییر نام یافته و توسعه یافته از بخش جنگ جهانی دوم او اس اس بود که به کاخ سفید و سایر جلسات توجیهی در سطح بالا پرداخت.

## ۱۹۵۲–۱۹۷۵
تعدادی از پروژه‌ها، برخی توسط آژانس امنیت ملی و برخی دیگر توسط سیا، پست‌ها و ارتباطات الکترونیکی شهروندان آمریکایی در ایالات متحده را رهگیری کردند. این برنامه‌ها تا سال ۱۹۷۵ به عنوان غیرقانونی بدون حکم متوقف شدند. برنامه‌های مختلف شنود تحت دولت جورج دبلیو بوش مجدداً آغاز شده‌اند، اگرچه این برنامه‌ها فقط برای ارتباط با اتباع خارجی مجاز است و ادعا می‌کند که تحت دکترین اقتدار واحد به هیچ حکمی نیاز نیست.
سیا، و بقیه جامعه اطلاعاتی، محصولی از هزاران برنامه آژانس امنیت ملی دریافت می‌کنند. در همین دوره، سیا سیگنال گسترده‌ای را در آسیای جنوب شرقی و بلوک شوروی و سایر نقاط جهان دریافت کرد و از آن در تهیه محصولات تحلیلی استفاده کرد. در این میان، برای مثال، نزدیک به ۲۰۰ برآورد اطلاعات ملی در آسیای جنوب شرقی، به علاوه خلاصه‌های ماهانه برای ویتنام و مطالعات خاص مربوط به عملیات نظامی وجود دارد.
از جمله پروژه شامروک و پروژه مینارت، که در آن آژانس امنیت ملی، بنا به درخواست اف‌بی‌آی و سیا، ارتباطات شهروندان آمریکایی را شنود کرد.
سیا همچنین عملیات چاس را با برنامه‌های فرعی مریماک و رسیستانس که عملیات جاسوسی داخلی برای شناسایی تهدیدات علیه عملیات و تأسیسات سیا بود، اجرا کرد. از طریق این برنامه‌ها، دفتر امنیت سیا اطلاعاتی را از افراد و گروه‌هایی که دیدگاه‌های ضد جنگ داشتند، از خبرچین‌های مستقر در ایالات متحده دریافت می‌کرد.
این برنامه‌ها توسط رئیس آژانس امنیت ملی نامناسب ارزیابی شد و تا سال۱۹۷۵ تعطیل شد
برنامه دیگر،HTLINGUAL، نامه‌های فیزیکی را رهگیری می‌کرد، ابتدا آدرس منبع و مقصد را روی پاکت نامه ضبط می‌کرد و بعداً به‌طور مخفیانه نامه را باز می‌کرد و می‌خواند. این از سال ۱۹۵۲ تا ۱۹۷۳ اجرا شد.

## ۱۹۷۳
پس از اینکه کلبی آژانس را در ۲۸ ژانویه۱۹۷۶ ترک کرد و جورج بوش جانشین او شد، سیا سیاست جدیدی را اعلام کرد: «سیا بلافاصله پس از اجرایی شدن، وارد هیچ رابطه حقوقی یا قراردادی با هیچ‌گونه تمام وقت یا پاره وقت نخواهد شد. خبرنگار خبری معتبر توسط هر سرویس خبری، روزنامه، نشریه، شبکه رادیویی یا تلویزیونی یا ایستگاه آمریکایی.» در زمان اعلام این خبر، آژانس اذعان کرد که این سیاست منجر به قطع کمتر از نیمی از روابط با ۵۰ روزنامه‌نگار آمریکایی می‌شود. گفت هنوز به آژانس وابسته هستند. در متن این اطلاعیه اشاره شده‌است که سیا از همکاری داوطلبانه و بدون دستمزد روزنامه‌نگاران استقبال خواهد کرد؛ بنابراین، بسیاری از روابط اجازه یافتند که دست نخورده باقی بمانند.»

## ۱۹۷۷
بر اساس مقاله ای در نیویورک تایمز در سال ۱۹۷۷، سیا یک کمپین تبلیغاتی مخفیانه برای خنثی کردن انتقاد از گزارش وارن انجام داد. سیا از ایستگاه‌های میدانی خود خواست تا از «دارایی‌های تبلیغاتی» خود برای حمله به افرادی که با گزارش وارن موافق نبودند استفاده کنند. در ارسالی از مقر سیا، آژانس به ایستگاه‌های خود در سراسر جهان دستور داد:
1. مقابله با «موج جدید کتاب‌ها و مقالاتی که از یافته‌های کمیسیون [وارن] انتقاد می‌کنند…[و] تئوری‌های توطئه…[که] مکرراً سازمان ما را به سوء ظن انداخته‌است».
2. "مشکل تبلیغاتی را با رابطان و مخاطبین دوستانه نخبگان، به ویژه سیاستمداران و سردبیران مورد بحث قرار دهید."
3. «از دارایی‌های تبلیغاتی برای پاسخگویی و رد حملات منتقدان استفاده کنید… بررسی کتاب‌ها و مقالات ویژه برای این منظور مناسب هستند… هدف از این اعزام تهیه مطالبی برای مقابله و بی‌اعتبار ساختن ادعاهای نظریه پردازان توطئه است.."[۱۱]